# 平兼盛
平 兼盛（たいら の かねもり）は、平安時代中期の貴族・歌人。臣籍降下前は兼盛王と称す。光孝平氏、筑前守・平篤望または大宰大弐・平篤行の三男。官位は従五位上・駿河守。三十六歌仙の一人。

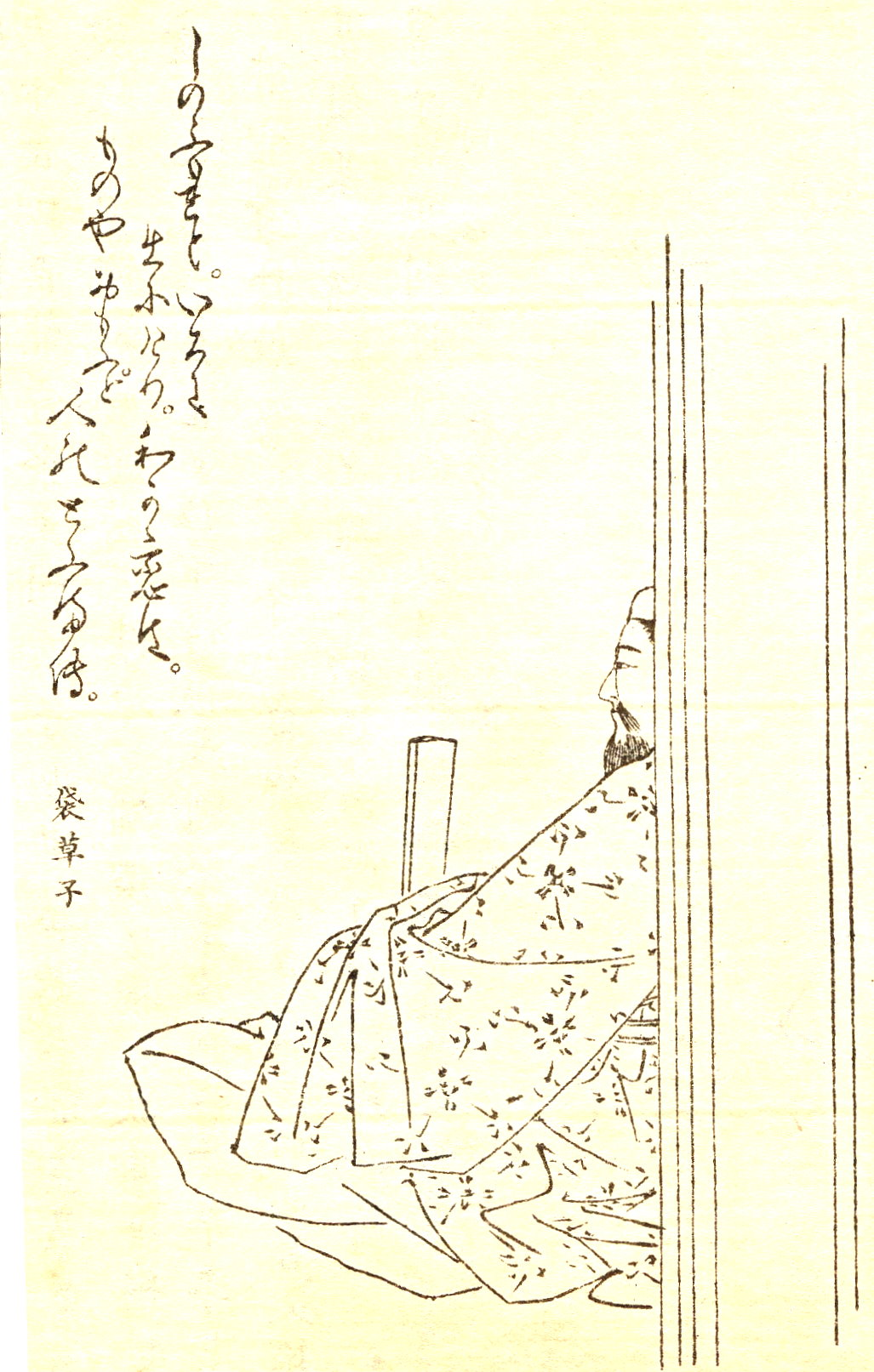
平兼盛（菊池容斎画／江戸時代）

## 出自
『尊卑分脈』によると、光孝天皇の玄孫として以下の系譜となっている。
光孝天皇－是忠親王－興我王－平篤行－平兼盛
これに関して、以下の矛盾点が指摘されている。
- 貞観2年（860年）興我王は従五位下に叙爵していることから、天安元年（857年）生まれの是忠親王の子とはできない。
- 兼盛ははじめ諸王であったことから、仁和2年（886年）平朝臣を与えられ臣籍降下している平篤行の子とはできない。

また、以下の復元系譜が提示されている。
光孝天皇－是忠親王－篤望王－平兼盛
- 兼盛王は「仁和御後」として従五位下への王氏爵を受けていることから、光孝天皇後裔の三世王（曾孫）と考えられる。
- 『兼盛集』奥書に「筑前守篤望王三男」とある[3]。また、篤望王は朱雀朝（930年代）に活動記録があり年代的にも矛盾がない。
- 光孝天皇の子息で親王の身位を有しているのは是忠親王と是貞親王の二人のみ。また、是忠親王の子息に忠望王がおり、当時すでに兄弟間で名の一字を同字で揃える傾向が見られる。従って、篤望王と忠望王は兄弟と考えられる。

## 経歴
大学寮で紀伝道を学び寮試に及第して擬文章生となるが、天慶9年（946年）村上天皇の即位に際して王氏爵に預かるべき諸王がいなかったため、兼盛王が従五位下に叙爵された。天暦4年（950年）平朝臣姓を与えられて臣籍降下して、越前権守に任ぜられる。その後も、応和元年（961年）山城介と地方官を務める。
応和3年（964年）大監物として京官に復し、康保3年（966年）従五位上に叙せられる。円融朝の天元2年（977年）駿河守に任ぜられ再び地方官に転じた。
正暦元年（991年）12月28日卒去。最終官位は前駿河守従五位上。
『拾遺和歌集』『後拾遺和歌集』における代表的な歌人の一人であり、『後撰和歌集』以降の勅撰和歌集に約90首が採録。家集に『兼盛集』がある。その歌風は一首一首を深く考えてつくるというものであったが、難解になることもなく、比較的わかりやすい素直な表現の歌が多い。

## 逸話
兼盛といえば『天徳内裏歌合』における壬生忠見との対決（この時の歌が百人一首にも取られた「しのぶれど 色にいでにけり わが恋は 物や思ふと 人のとふまで」である）が有名だが、ほかにもさまざまな歌合・歌会・屏風歌の有力歌人として知られる。生存中から様々な挿話、逸話の主人公として知られていた。
兼盛が妻と離婚した際、妻は既に妊娠しており、赤染時用と再婚した後に娘を出産したため、兼盛が娘の親権を主張して裁判で争ったが認められなかったとの逸話が伝わる。なお、その娘は赤染衛門として大江匡衡に嫁ぎ、その血脈は大江広元や大江姓毛利氏にも流れている。

## 官歴
『三十六人歌仙伝』による。
- 天慶9年（946年） 5月5日：従五位下
- 天暦4年（950年） 日付不詳：越前権守。臣籍降下（平朝臣姓）
- 天徳5年（961年） 正月：山城介
- 応和3年（964年） 4月：大監物
- 康保3年（966年） 正月7日：従五位上
- 天元2年（977年） 8月：駿河守